# Eblisia fossipyga
Eblisia fossipyga är en skalbaggsart som beskrevs av Cooman 1941. Eblisia fossipyga ingår i släktet Eblisia och familjen stumpbaggar. Inga underarter finns listade i Catalogue of Life.